# Museo diocesano (Sarzana)

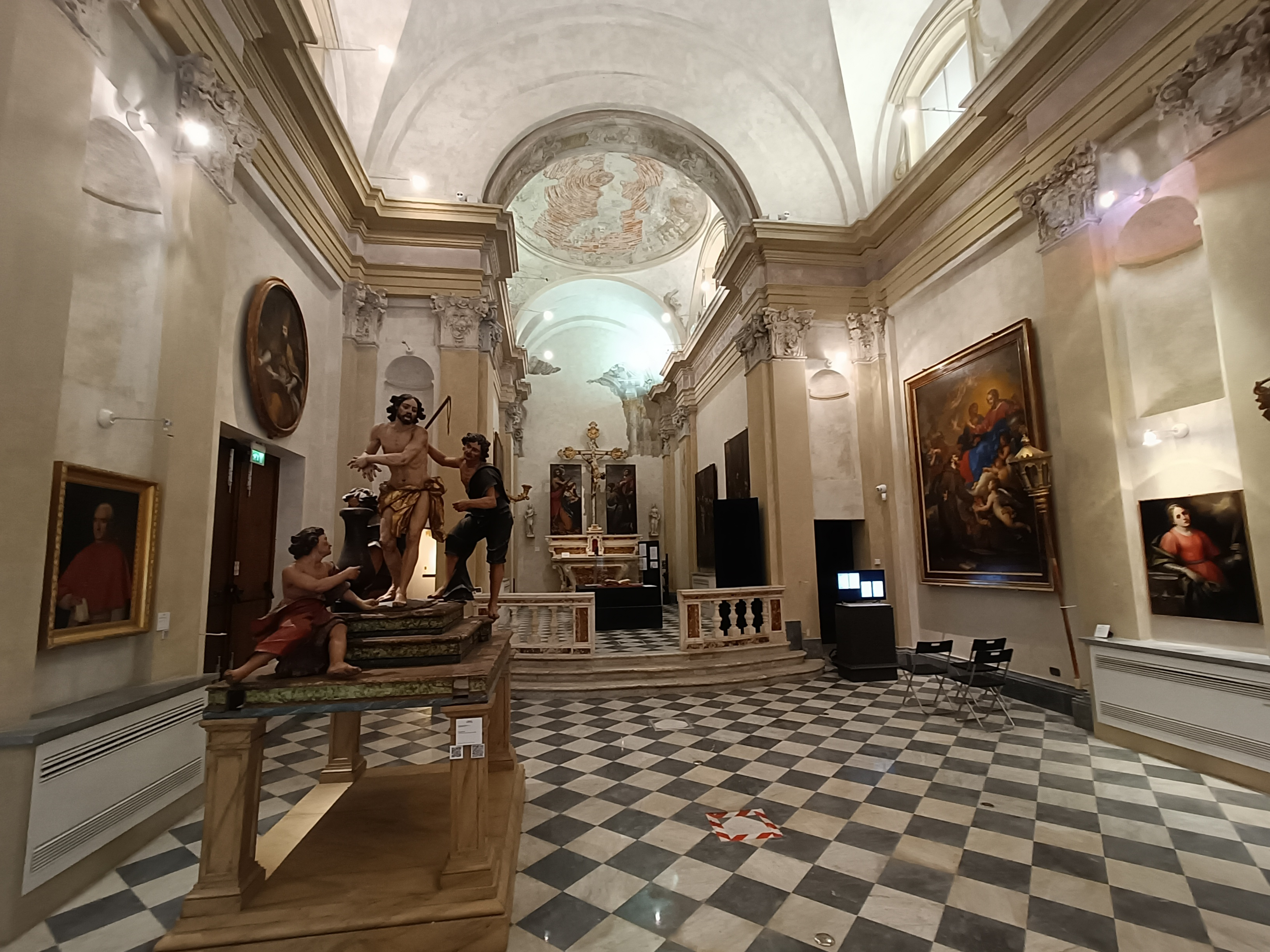
Interno

Il museo diocesano di Sarzana, in provincia della Spezia, venne aperto al pubblico nel 2003 con l'obiettivo di conservare e valorizzare parte del patrimonio storico-artistico proveniente dalla Concattedrale di Santa Maria Assunta e da alcune chiese del territorio della bassa val di Magra, in quella che era l'antica diocesi di Luni, divenuta poi diocesi di Luni-Sarzana.

## Storia
Il museo ha sede nell'antico oratorio della Misericordia o "dei Neri", confraternita fondata il primo aprile 1578. L'edificio storico sorge su una struttura preesistente, forse un antico oratorio o una chiesa cimiteriale.
L'oratorio fu soppresso alla fine dell'Ottocento ed utilizzato da cittadini laici con l'obbiettivo di continuare ad aiutare il prossimo. Alcuni di loro fondarono successivamente la Pubblica Assistenza "Misericordia e Olmo".
L'ente assistenziale, che ancora oggi porta questo nome, nella seconda metà del Novecento viene spostato in una nuova sede fuori dal centro storico di Sarzana. 
Nei primi anni Duemila i locali dell'oratorio vengono ristrutturati e adeguati per ospitare le opere d'arte che costituiscono il patrimonio artistico del Museo Diocesano. 
All'Ottocento risale anche la costruzione della casa del custode annessa all'oratorio, successivamente ristrutturata e inglobata anch'essa nell'attuale percorso museale.

## Percorso espositivo e opere
Il percorso espositivo del Museo Diocesano si articola in otto sale espositive.

### Navata
La navata della chiesa costituisce la sala d'ingresso del museo. In essa sono conservate opere d'arte provenienti dal territorio diocesano, in particolare da alcune delle chiese della bassa Val di Magra. Tra queste, di singolare pregio:
- il Perdono di Assisi, olio su tela, di Domenico Piola, proveniente dalla Chiesa di San Martino;
- Vergine col Figlio e San Giovannino, olio su tela, di Domenico Beccafumi, proveniente dalla Chiesa di San Bartolomeo Apostolo in Ponzano Magra;
- il gruppo scultoreo della Flagellazione (XVIII secolo), legno policromo, attribuito alla scuola del Maragliano, proveniente dall'Oratorio di San Gerolamo in Sarzana.

Da notare, inoltre, due opere collocate da sempre nell'Oratorio della Misericordia: 
- Madonna con Gesù Bambino, santi e anime del Purgatorio (XVII secolo), olio su tela;
- Madonna del Rosario (XVII - XVIII secollo), olio su tela.

### Sala Ternario o Sacrestia vecchia
Questa sala, chiamata anche Sacrestia vecchia, è dedicata al cardinale Filippo Calandrini (Sarzana, 1403 - Bagnoregio, 1476), fratellastro del papa Niccolò V. Tra le opere conservate si ricordano il parato (XV secolo), in velluto e oro, di manifattura fiorentina, composto da una pianeta, una dalmatica ed una tunicella. Questo parato fu donato dall'alto prelato alla sua città natale.

### Presbiterio
L'area corrispondente al presbiterio della chiesa conserva diverse opere di Domenico Fiasella, detto “il Sarzana”, il più importante artista locale ed uno dei massimi esponenti della pittura ligure del XVII secolo. Le opere presenti nel Museo sono:
- la Vestizione di Santa Chiara, olio su tela (1648).
- la Vocazione dei Santi Giacomo e Giovanni, olio su tela (1635-1640 ca.);
- i due dipinti, in olio su tela, con san Francesco d'Assisi e Santo Stefano, Santa Maria Maddalena e San Giovanni Battista, in origine posti a corredo del Crocifisso di Mastro Guglielmo nella Cattedrale sarzanese (1620 ca.);
- il Miracolo della mula, opera di bottega (1650);
- l'Educazione della Vergine, opera di bottega (1640 ca.).

### Sala del Preziosissimo Sangue
Secondo la tradizione, nel 782 una nave, proveniente dall'Oriente, approdò nel porto di Luni recando preziose reliquie, tra cui un'ampolla con il Sangue di Gesù Cristo. Nella sala sono esposte opere che testimoniano il culto nel territorio diocesano per questa reliquia.

### Sala delle Ardesie
In questa sala sono custodite opere d'arte realizzate con l'ardesia. Di rilievo:
- l'Imago Pietatis (1621), olio su ardesia, di Filippo Martelli, proveniente dalla facciata dell'Oratorio della Misericordia.

### Sala degli armadi
L'allestimento della sala, anche chiamata Sacrestia nuova, è ispirato all'arredo delle sacrestie. In essa si conserva la suppellettile liturgica databile dal XV al XIX secolo. Questi arredi sacri sono provenienti dalla Concattedrale di Santa Maria Assunta di Sarzana e dalla Chiesa di Santa Maria Maddalena di Castelnuovo Magra, tra i quali si ricorda:
- una borsa porta patena (XV secolo), di manifattura fiorentina.

### Sala audiovisivi

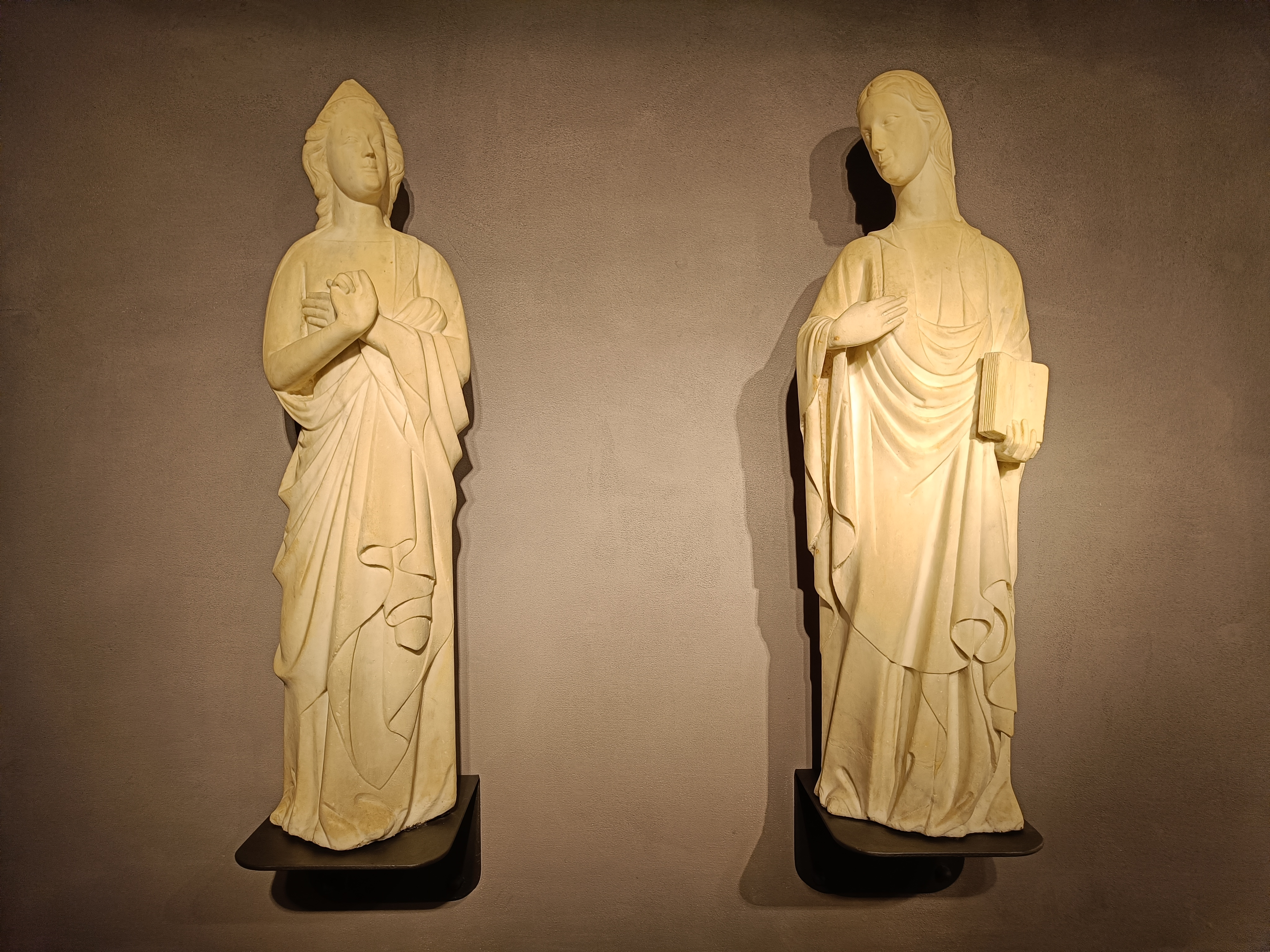
Annunciazione, scuola pisana del sec. XIV, modi di Lupo di Francesco

Utilizzata occasionalmente anche come sala d'ingresso (per chi accede dalla zona della Cittadella), raccoglie testimonianze relative al territorio diocesano. Tra le opere esposte:
- il gruppo dell'Annunciazione, in marmo, di scuola pisana del sec. XIV, proveniente dalla Pieve di Sant'Andrea.

### Sala degli argenti
Nella sala si può ammirare la collezione degli argenti, in particolare:
- una croce reliquario (XIV secolo), in argento dorato e smalti traslucidi, di bottega senese.